# Capitan Bretagna
(Mago Merlino a Brian Braddock)
Capitan Bretagna (Captain Britain), il cui vero nome è Brian Braddock, è un personaggio immaginario dei fumetti creato da Chris Claremont (testi) e Herb Trimpe (disegni) nel 1976 per la Marvel UK, sezione britannica della Marvel Comics. A differenza della sorella, Psylocke, egli non è un mutante, ma solamente un essere umano a cui magicamente sono stati donati speciali poteri. Apparve per la prima volta in Captain Britain (vol. 1) n. 1 (13 ottobre 1976). Nelle intenzioni degli autori, doveva essere l'equivalente britannico di Capitan America. Dotato di notevoli poteri, venne scelto come protettore dell'Omniverso dalla maga Roma, figlia dell'essere che si autodefinisce Merlino.

## Storia editoriale
Il personaggio venne creato a quattro mani da un giovane Chris Claremont in collaborazione con il disegnatore Herb Trimpe. Dopo la cancellazione dell'omonima testata, Cap (affettuosamente definito così dagli amici) apparve in coppia con un altro personaggio made in England, il Cavaliere Nero. Nelle storie successive, i due viaggiarono attraverso varie versioni alternative delle isole inglesi e Cap guadagnò un posto d'onore nel Corpo dei Capitan Bretagna.
Dopo la cancellazione della serie, Claremont e Davis idearono nel 1988, Excalibur, serie a fumetti che oltre a personaggi prettamenti inglesi, includeva alcuni fra i membri fissi degli X-Men.
Il personaggio di Capitan Bretagna apparve come comprimario in alcuni episodi della testata Marvel Team-Up con l'Uomo Ragno.

## Biografia del personaggio

### Origini
Nato e cresciuto nella piccola cittadina di Maldon, Essex, Brian era uno studioso e assennato giovane che viveva una tranquilla vita assieme ai genitori (aristocratici, che pur non essendo tanto ricchi per gli standard del loro mondo, lo erano abbastanza per impedirgli di giocare o fare amicizia con i ragazzi della sua età, appartenenti però ad una classe inferiore), al fratello maggiore e alla sua gemella, la futura X-Man, Psylocke. Dopo la morte dei genitori (Sir James Sr. e Lady Elizabeth) in un incidente d'auto, Brian prese la guida dell'istituto Darkmoore per la ricerca nucleare.
Quando il centro fu attaccato dai Reavers e Brian perì cercando di aiutare alcuni dipendenti a fuggire, fu resuscitato dall'essere Merlino e da sua figlia, la Guardiana dell'Omniverso, Roma. I due diedero al giovane la possibilità di acquisire immensi poteri, offrendogli di scegliere tra l'«Amulet of Right» e la «Sword of Might». Braddock, non considerandosi un guerriero e non sentendosi portato per le competizioni, scelse l'«Amulet» e divenne Capitan Bretagna.
Si venne a scoprire in seguito, che ogni dimensione del creato, possedeva il proprio Capitan Bretagna con il compito di proteggere non solo le isole inglesi ma anche l'Omniverso. Tutti questi supereroi sono conosciuti e appartengono al Corpo dei Capitan Bretagna.

### Primi anni da Capitano
La sua carriera come supereroe lo porta a scontrarsi spesso con l'agenzia per la difesa inglese, lo S.T.R.I.K.E., e con l'ufficiale Dai Thomas. Durante uno di questi episodi, scoprì che la morte dei suoi genitori non fu casuale, ma ordinata da un computer senziente di nome Mastermind ed eseguita dall'assassino Slaymaster e dalla matriarca del crimine londinese Vixen. Con l'andare del tempo, Brian cominciò ad affrontare più nemici soprannaturali rispetto ai comuni criminali.
In seguito Brian andò a studiare in America, dove all'Empire State University incontrò il giovane Peter Parker. Un piccolo fraintendimento fece in modo che Cap e Spider-Man si scontrassero, ma risolto questo i due si allearono, riuscendo a catturare l'assassino Arcade. Tornando in patria, Brian divenne il bersaglio del demone Necromon, che gli cancellò memoria e ricordi. Cap passò i successivi due anni a riparare la sua psiche e a riguadagnare i suoi ricordi.
Richiamato in servizio da Merlino, dopo aver combattuto il Cavaliere Nero, difese Altromondo da Necrom.

### Incontri e scontri
A seguito delle battaglie contro la Crazy Gang, Slaymaster e Vixen, Braddock venne catturato dal malvagio Gatecrasher su ordine dell'entità Sat-Yr-9 e fu costretto a scontrarsi con il suo doppio dimensionale Kaptain Briton. Catturato da Modred the Mystic, venne liberato da Capitan America, e assieme i due sconfissero Modred. Sempre in quella, Brian incontrò Meggan, suo futuro amore.

### Secret Invasion
Durante l'evento Secret Invasion, l'esercito Skrull attacca Londra; Capitan Bretagna e i membri del MI-13 difendono la città dagli invasori, ma all'improvviso gli Skrull sembrano attratti da un altro obiettivo: il portale di Altromondo.
Brian viene colpito da un missile nucleare lanciato da un incrociatore Skrull, ma viene successivamente riportato in vita da Merlino (rinsavito dalla follia che l'aveva spinto a uccidere la figlia e liberato da Wisdom) e riesce a sgominare un'orda di Skrull grazie alla sua nuova arma, la spada Excalibur.

## Altre versioni
Durante House of M la strega Scarlet l'ha trasformato nel monarca della stessa Gran Bretagna, veste con cui si è battuto per mantenere l'integrità dell'Omniverso sconvolto dalle manipolazioni di Scarlet. I suoi sforzi sono stati premiati dal successo, al prezzo del possibile sacrificio della vita di sua moglie Meggan, tuttora dispersa.

## Costumi
Il costume di Capitan Bretagna è caratterizzato dalla sua connotazione patriottica ed ha subito nel tempo alcune significative variazioni, di cui si presentano le due principali versioni. Il costume agisce anche da "Batteria Tampone" di energia mistica che permette a Brian di operare fuori dalla Gran Bretagna, la fonte da cui attinge per manifestare i suoi poteri.

## Altri media
- Capitan Bretagna è apparso nelle serie animate Insuperabili X-Men e Marvel Super Hero Squad.
- Compare come personaggio giocabile con il costume originale in LEGO Marvel Super Heroes, e con la seconda versione del costume in LEGO Marvel's Avengers.